# Santa María de Iguácel

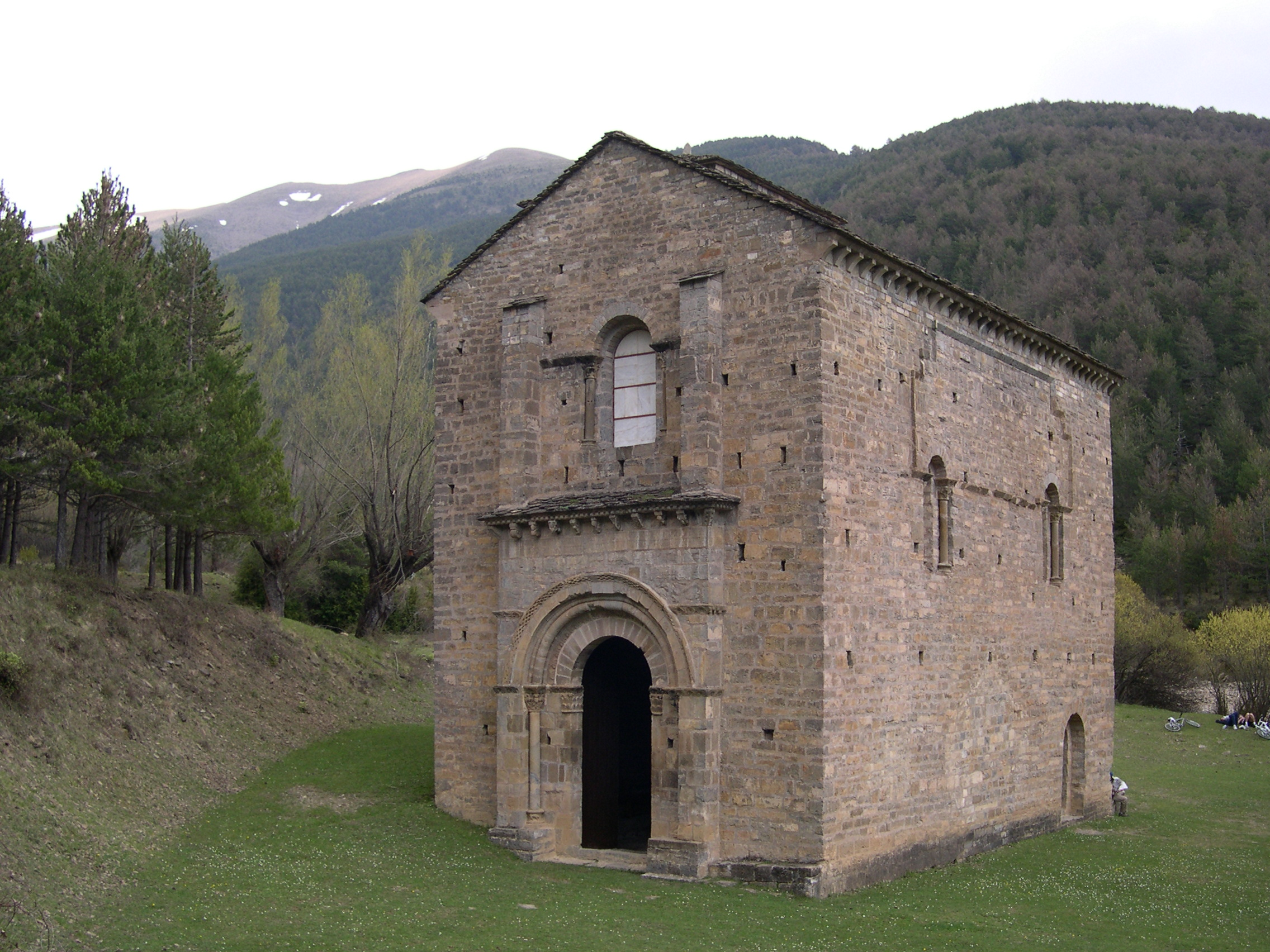
Santa María de Iguácel

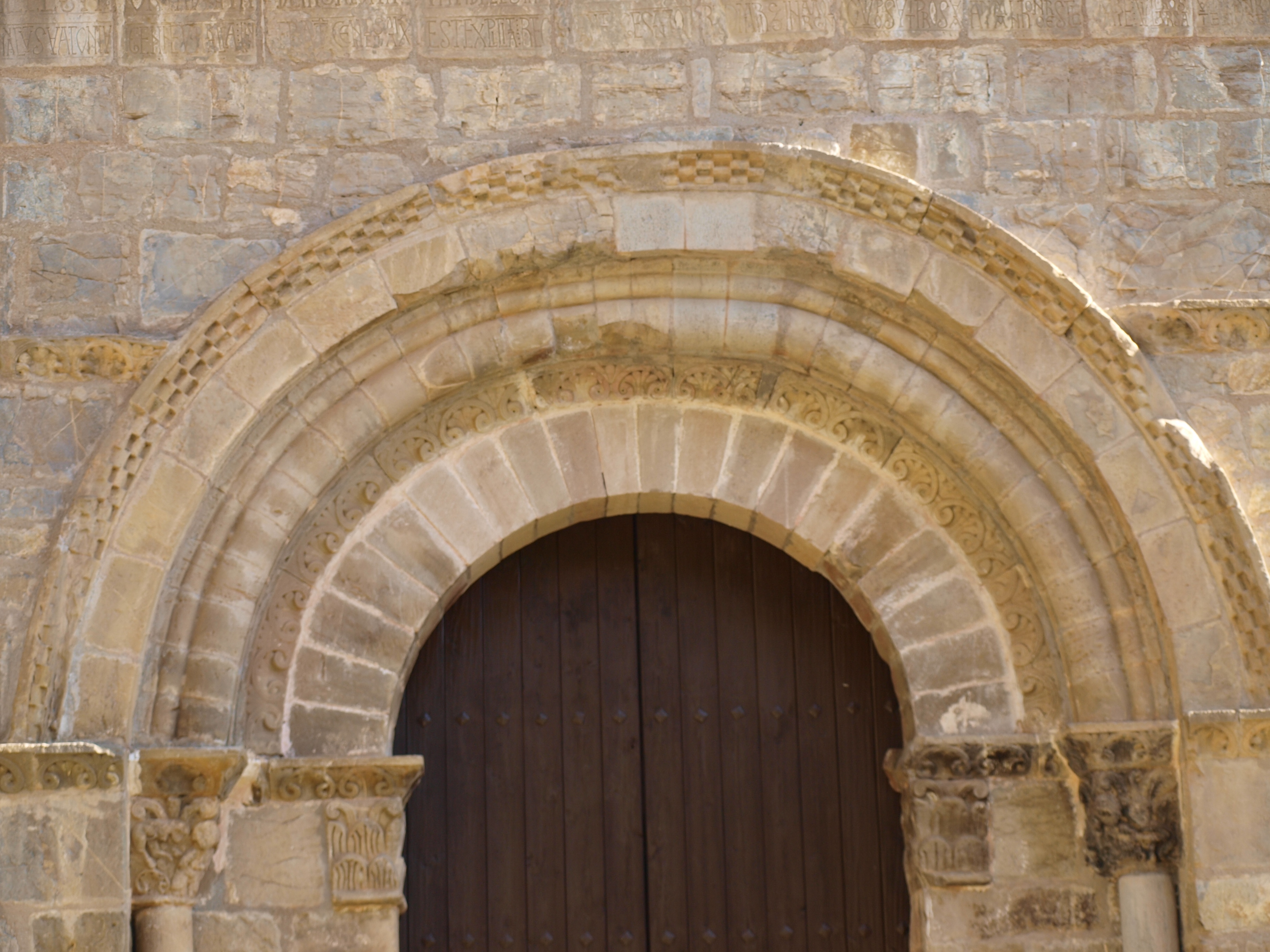
Portal

Die Kirche Santa María de Iguácel in Larrosa, einem Ortsteil der Gemeinde Jaca (Municipio) in der Provinz Huesca der Autonomen Gemeinschaft Aragonien, wurde Mitte des 11. Jahrhunderts errichtet. Die Kirche wurde zum Baudenkmal (Bien de Interés Cultural) erklärt.

## Geschichte
Die Kirche wurde auf Veranlassung des Grafen Galindo begonnen und unter seinem Sohn Sancho Galíndez vollendet. Im Jahr 1072 waren die Arbeiten abgeschlossen. Der Turm wurde im 13. oder 14. Jahrhundert hinzugefügt und innen mit gotischen Wandmalereien geschmückt. Die Kirche unterstand lange Zeit dem Kloster San Juan de la Peña, das große Güter besaß.
Santa María de Iguácel wurde in den Jahren 1976 bis 1982 umfassend renoviert.